# Eugasteroides servillei
Eugasteroides servillei is een rechtvleugelig insect uit de familie sabelsprinkhanen (Tettigoniidae). De wetenschappelijke naam van deze soort is voor het eerst geldig gepubliceerd in 1849 door Reiche & Fairmaire.